# 7人制ラグビー男子サモア代表
7人制ラグビー男子サモア代表（英語: Samoa national rugby sevens team）は、国際大会に派遣される7人制ラグビーの男子サモア代表チームである。愛称は「マヌサモア」。1997年まで7人制ラグビー男子西サモア代表として活動していた。
ワールドラグビーセブンズシリーズ、ラグビーワールドカップセブンズなどに出場している。

## 歴史
1993年、香港セブンズで初優勝。
その後ワールドラグビーセブンズシリーズ2009-2010シーズンで総合優勝を果たした。

## 成績

### 夏季オリンピック
| 年   | ラウンド         | 順位     | 試       | 勝       | 負       | 分       |
| ---- | ---------------- | -------- | -------- | -------- | -------- | -------- |
| 2016 | 出場なし         | 出場なし | 出場なし | 出場なし | 出場なし | 出場なし |
| 2021 | 出場なし         | 出場なし | 出場なし | 出場なし | 出場なし | 出場なし |
| 2024 | 予選ラウンド敗退 | 9位      | 5        | 3        | 2        | 0        |
| 計   | 優勝 0 回        | 1/3      | 5        | 3        | 2        | 0        |

### ワールドカップ
| 年   | ラウンド               | 順位 | 試 | 勝 | 負 | 分 |
| ---- | ---------------------- | ---- | -- | -- | -- | -- |
| 1993 | カップ準々決勝敗退     | 5    | 8  | 6  | 2  | 0  |
| 1997 | カップ準決勝敗退       | 3    | 6  | 5  | 1  | 0  |
| 2001 | カップ準々決勝敗退     | 5    | 6  | 4  | 2  | 0  |
| 2005 | プレート準優勝         | 9    | 8  | 7  |    | 0  |
| 2009 | カップ準決勝敗退       | 3    | 5  | 4  | 1  | 0  |
| 2013 | プレート準優勝         | 10   | 6  | 4  | 2  | 0  |
| 2018 | チャレンジ準々決勝敗退 | 13   | 5  | 3  | 2  | 0  |
| 2022 | 7位決定戦敗退          | 8    | 4  | 1  | 3  | 0  |
| 計   | 優勝 0回               | 8/8  | 48 | 34 | 14 | 0  |

### ワールドセブンズシリーズ
- 1999-2000シーズン - 4位
- 2000-2001シーズン - 4位
- 2001-2002シーズン - 6位
- 2002-2003シーズン - 6位
- 2003-2004シーズン - 6位
- 2004-2005シーズン - 6位
- 2005-2006シーズン - 5位
- 2006-2007シーズン - 3位
- 2007-2008シーズン - 3位
- 2008-2009シーズン - 7位
- 2009-2010シーズン - 1位
- 2010-2011シーズン - 5位
- 2011-2012シーズン - 4位
- 2012-2013シーズン - 4位
- 2013-2014シーズン - 8位
- 2014-2015シーズン - 10位
- 2015-2016シーズン - 9位
- 2016-2017シーズン - 13位
- 2017-2018シーズン - 10位
- 2018-2019シーズン - 6位
- 2019-2020シーズン - 13位
- 2021-2022シーズン - 9位
- 2022-2023シーズン - 6位
- 2023-2024シーズン - 11位

## 主な歴代選手
- ウァール・マイ - 代表最多キャップ保持・最多得点者
- ミカエレ・ペサミノ - 代表最多トライ者

## 直近大会の代表スコッド
パリ2024五輪スコッド
1. パウル・スカンラン
2. ノイエリ・レイトゥフィア
3. バア・アペル・マリコ (C)
4. ファアフォイ・ファラニコ
5. バオバサ・アファ
6. モトゥ・オペタイ
7. トム・マイアバ
8. ビ・リマ
9. ステヴ・オノサイ
10. アラマンダ・モトゥンガ
11. タウヌウ・ニウレバエア
12. ラロミロ・ラロミロ

(C)はキャプテン